# Kweda
Kweda is een plaats in de regio Wheatbelt in West-Australië.

## Geschiedenis
De oorspronkelijke bewoners ten tijde van de Europese kolonisatie van de streek waren de Balardong Nyungah-Aborigines.
In 1913 besloot de overheid een spoorweg tussen Brookton en Kunjin aan te leggen. Nabij 'Quandadine Pool' in de rivier Avon zou een nevenspoor, 'Quandadine Siding', worden aangelegd. Marshall Fox, de districtslandmeter, stelde voor er een dorp te ontwikkelen.
Toen de spoorweg op 19 april 1915 opende kreeg het nevenspoor met zijn station de naam Kweda. Het dorp werd officieel gesticht in 1918 en naar het station vernoemd. De naam is vermoedelijk afgeleid van het aborigineswoord Queeda, de naam van Casuarinaceae-boomsoort.

## Beschrijving
Kweda maakt deel uit van het landbouwdistrict Shire of Brookton.
In 2021 telde Kweda 4 inwoners.

## Transport
Kweda ligt 190 kilometer ten oostzuidoosten van Perth, 52 kilometer ten westen van Corrigin en 37 kilometer ten oosten van Brookton, langs de Brookton-Corrigin Road, onderdeel van State Route 40 die de Great Southern Highway en de South Coast Highway verbindt.

## Klimaat
Kweda kent een warm mediterraan klimaat, Csa volgens de klimaatclassificatie van Köppen.